# Hydrobaenus biwagrandis
Hydrobaenus biwagrandis är en tvåvingeart som beskrevs av Sasa och Nishino 1996. Hydrobaenus biwagrandis ingår i släktet Hydrobaenus och familjen fjädermyggor. Inga underarter finns listade i Catalogue of Life.